# Russ Kun
Russ Kun (Ubenide, 8 settembre 1975) è un politico nauruano, presidente di Nauru dal 29 settembre 2022 al 30 ottobre 2023.